# Phare de Race Point
Le phare de Race Point (en anglais : Race Point Light) est un phare actif situé à l'extrémité nord de Long Point (Cape Cod) (en) dans le Comté de Barnstable (État du Massachusetts).
Il est inscrit au Registre national des lieux historiques depuis le 15 juin 1987 .

## Histoire
Le phare situé à la pointe nord de Long Point, à Provincetown, et sert de phare d'approche de son port. La tour originale, une tour en pierre mise en service en 1816, a été remplacée en 1876 par l'actuelle tour en plaque d'acier et par une nouvelle demeure du gardien. L'American Lighthouse Foundation (en) exploite la propriété et loue deux bâtiments pour les séjours d'une nuit. Les visites sont disponibles les premier et troisième samedis de juin à octobre. La maison du gardien et la maison de la corne de brume désactivée peuvent être louées à la nuit.
La lumière réelle est entretenue par la garde côtière. C'est le troisième à Cap Cod, après le phare d'Highland (1797) et le phare de Chatham (1808). Il était à l'origine l'un des premiers phares dotés d'une des balise tournante. En 1858, le phare a reçu une lentille de Fresnel de quatrième ordre et, en 1874, le logement du deuxième gardien.
En 1876, après une détérioration importante de la tour d'origine, celle-ci fut remplacée par la tour actuelle en fonte qui a reçu l'ancienne lentille de Fresnel. La maison en pierre du gardien d'origine a été enlevée et remplacée par une autre en bois. Le phare a été électrifié en 1957. La plus grande maison du gardien a été démolie en 1960 et l'autre remise en état en 1995. La lumière a été automatisée en 1972.
En 1998, la maison du gardien restaurée commença à proposer des chambres pour les nuitées. Un système électrique solaire a été installé en octobre 2003 et une génératrice de secours pour éoliennes a été ajoutée en 2007. L'éclairage utilise désormais d'une balise à énergie solaire d'une puissance de 400 000 candelas, géré par la Garde côtière.

## Description
Le phare  est une tour circulaire en fonte, avec une galerie et une lanterne octogonale de 13,5 m de haut. La tour est peinte en blanc et la lanterne est noire. Il émet, à une hauteur focale de 20 m, un éclat blanc d'une seconde par période de 10 secondes. Sa portée est de 16 milles nautiques.

## Caractéristiques dufeu maritime
Fréquence : 10 secondes (W)
- Lumière : 1 seconde
- Obscurité : 9 secondes

Identifiant : ARLHS : USA-680 ; USCG : 1-0485 - Amirauté : J0386.
|            |
| Race Point |

|                    |
| Le phare d'origine |

|                     |
| Le phare après 1876 |

|         |
| Cap Cod |

### Lien connexe
- Liste des phares du Massachusetts